# Лебедь (Сен-Санс)
«Лебедь» (фр. Le Cygne) — пьеса Камиля Сен-Санса из сюиты «Карнавал животных», созданной в феврале 1886 года. Всемирной известностью обязана хореографической миниатюре Михаила Фокина на эту музыку, созданной им для балерины Анны Павловой и более известной под названием «Умирающий лебедь».

## Инструментальные составы
Пьеса была написана для виолончели и двух фортепиано, исполнялась в камерных музыкальных концертах. Существуют различные инструментальные составы: виолончель и фортепиано; скрипка и фортепиано; виолончель в сопровождении арфы. Среди исполнителей «Лебедя»: Мстислав Ростропович, Криштоф Лециан, Григорий Пятигорский.

В 1947 году Пятигорский сыграл самого себя в фильме «Карнеги Холл» (Carnegie Hall). На сцене знаменитого концертного зала он исполнил «Лебедя» Сен-Санса в сопровождении арф. Он вспоминал, что предварительная запись этой пьесы включала его собственную игру под аккомпанемент лишь одной арфистки. На съёмках авторы фильма посадили на сцену позади виолончелиста чуть ли не дюжину арфисток, игравших, якобы, в унисон…
— Юрий Серпер
Партия виолончели «Лебедя» переложена для сопрано, в вокальном исполнении может быть на октаву выше — лирико-колоратурное сопрано. На русском языке текст написан Б. Ронгинским.
В 1987 году был издан компакт-диск Клары Рокмор «Искусство терменвокса» (Clara Rockmore «The Art of the Theremin»), состоящий из 12 произведений, среди которых «Лебедь».

## Балетный номер
В 1907 году Михаил Фокин поставил балетный номер для Анны Павловой. В последующее десятилетие Павлова исполнила «Лебедя» на всех значимых сценах мира (всего около 4000 раз). Вслед за ней для многих балерин «Умирающий лебедь» стал визитной карточкой в концертах.